# Inger-Lise Gaarde
 Der er for få eller ingen kildehenvisninger i denne artikel, hvilket er et problem. Du kan hjælpe ved at angive troværdige kilder til de påstande, som fremføres i artiklen.

Inger-Lise Gaarde (født 25. maj 1926 i København, død 5. september 1992 på Frederiksberg) var en dansk skuespiller og visesangerinde på Dyrehavsbakken.
I slutningen af 1950'erne afløste Inger-Lise Gaarde Cleo som Bakke-sangerinde i Bakkens Hvile, og var på Dyrehavsbakken i 18 år. Fra 1977 turnerede hun landet rundt til byfester og markeder. Hun medvirkede desuden i DR's Syng-med-udsendelser. Gaarde indspillede desuden flere grammofonplader, samt en opsamlings-cd hos Reca Musikproduktion med sine populæreste sange. Som skuespiller medvirkede hun i fire spillefilm, ligesom hun var med i revyer på bl.a. Damhuskroen i København.
Inger-Lise Gaarde er stedt til hvile på Assistens Kirkegård i København.

## Filmografi
- Bordellet (1972)
- På'en igen Amalie (1973)
- Familien Christensen (miniserie, 3 afsnit; 1974)
- Mafiaen, det er osse mig (1974)
- Per (1975)